# Ajuntament de Vilanova i la Geltrú
Ajuntament de Vilanova i la Geltrú és un monument del municipi de Vilanova i la Geltrú (Garraf) protegit com a bé cultural d'interès local.
L'edifici de l'Ajuntament forma part, completament integrada, de la plaça a la qual dona nom. El conjunt d'aquesta és similar al d'altres places porxades vuitcentistes que es construïren a partir de la desamortització, tot seguint l'esquema de Josep Boixareu als porxos d'en Xifré de Barcelona, en els quals s'avança el cos central de les altres edificacions. Aquest cos central és ocupat per la Casa de la Vila, en una posició destacada a la plaça tot atorgant-li rellevància respecte a les altres edificacions d'ús residencial d'aquesta.

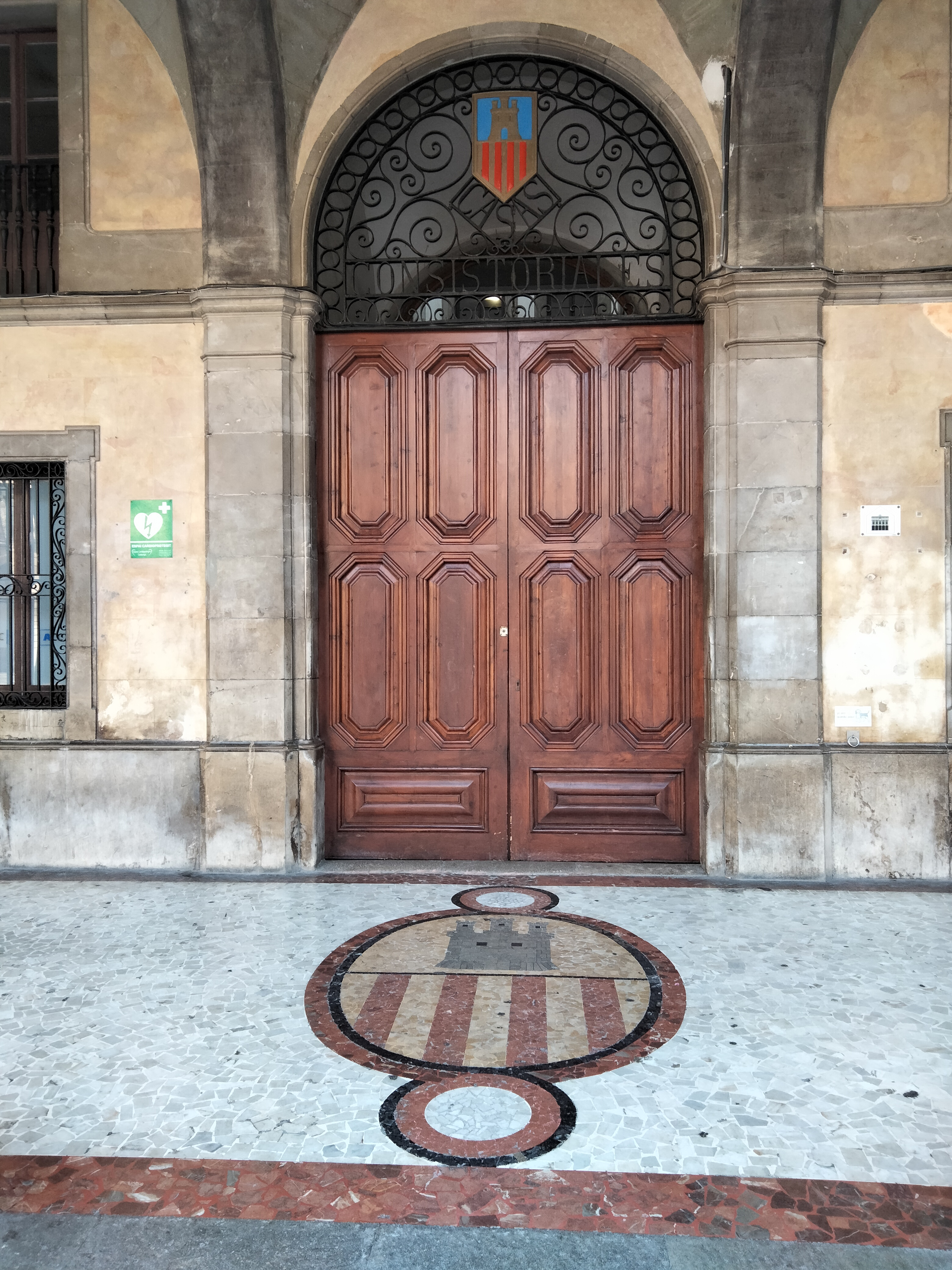
Portal i escut de la ciutat, de mosaic, al terra de sota el porxo

Els porxos, amb arc de ferradura, la utilització de terracota i els detalls del llenguatge arquitectònic, identifiquen la Plaça i la Casa de la Vila com la construcció romàntica de base neoclàssica més representativa a la ciutat.

## Descripció
Construcció entre mitgeres, de planta rectangular i situada al mig d'un dels costats de la plaça porxada. Consta de planta baixa, principal, entresòl i dos pisos. Les dependències interiors es distribueixen al voltant d'un pati de planta rectangular amb arcuacions de mig punt i cobert per una claraboia. S'accedeix als pisos per una escala lateral. Té dues façanes, la principal, que dona a la plaça, i una posterior que dona al carrer del Col·legí. La façana principal és de composició simètrica i ressurt amb relació a les altres edificacions. El porxo de la plantes baixa i principal està format per pilastres i arcades de mig punt. Al primer pis hi ha un balcó corregut amb tres obertures i un balcó a banda i banda, amb obertures coronades per un petit frontó. Al segon pis hi ha quatre finestres. L'edifici es corona amb cornisa i barana amb frontó esglaonat, on hi són presents tres escuts de pedra i un rellotge central. També cal citar els fanals presents en la façana.

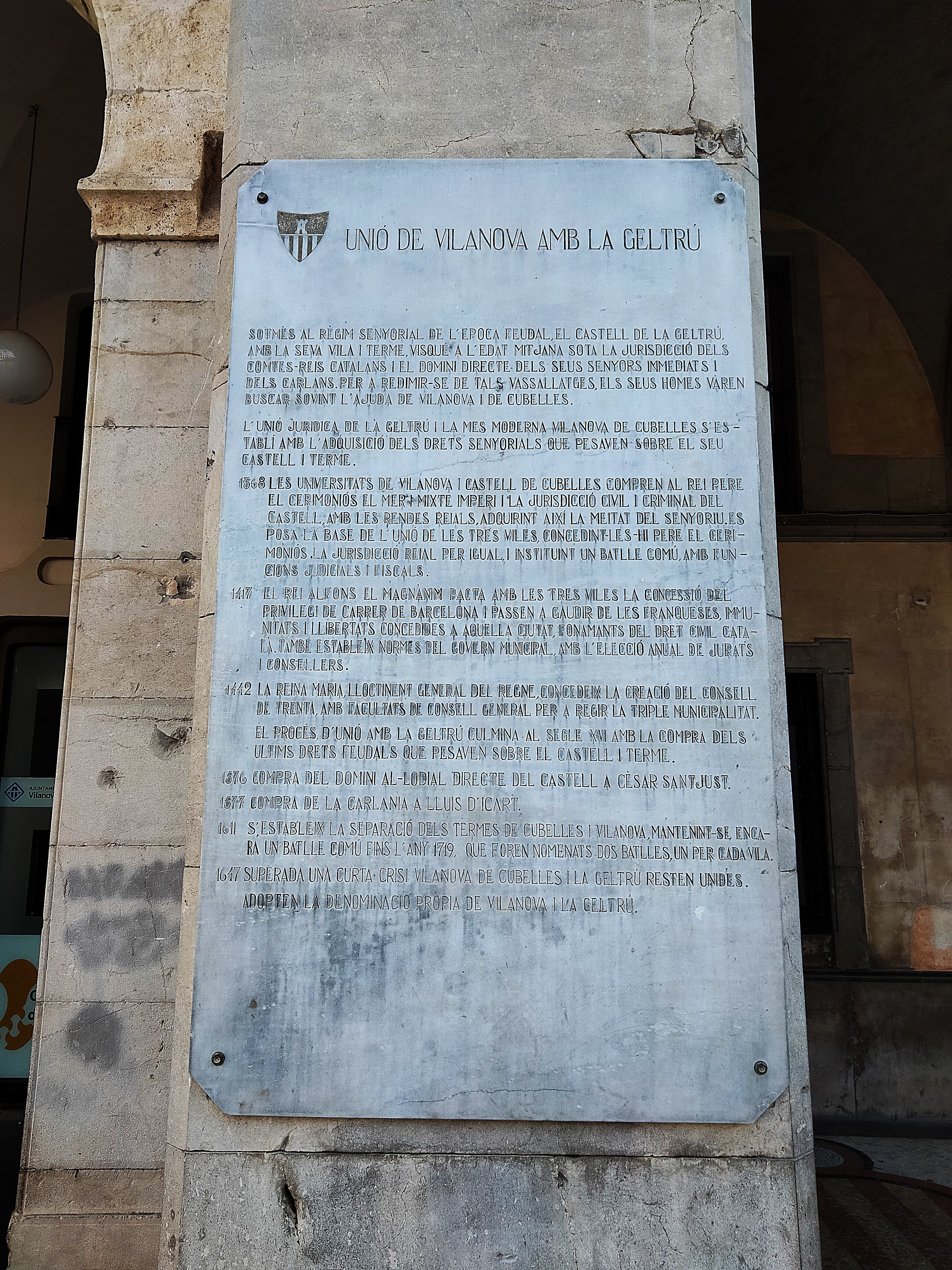
Placa en record de la unió de Vilanova amb la Geltrú, a la façana de l'Ajuntament

A l'interior, organitzat al voltant del pati central, hi trobem dependències de notable valor, destacant del Saló de Sessions que presenta arqueria sobre columnes, pilastres a la paret sobre el sòcol, guixeries i un rosetó central. A les dependències nobles de la primera planta hi són presents treballs d'oficis notables, fusteria, estucats al foc, guixeries, pintura, mobiliari així com diferents retrats d'il·lustres vilanovins.

## Història
L'any 1860, l'ajuntament va veure la necessitat d'edificar una nova casa consistorial, ja que la que existia havia quedat petita. Dos anys més tard s'aprovà el projecte del nou edifici, l'autor del qual fou l'arquitecte Francesc De Paula del Villar i Lozano. Per a la realització de les obres es va fer una subhasta pública i, finalment, foren adjudicades al contractista d'obres Josep Fabrés i Fontanals. El nou ajuntament es va acabar l'any 1867 i el 6 de març del mateix any s'hi celebrà la primera sessió municipal.
El 1912, l'arquitecte municipal Bonaventura Pollés i Vivó va fer el projecte de reforma del Saló d'Actes i del Saló de Sessions. Sis anys més tard, el Saló de Sessions va experimentar una reforma, segons projecte de l'arquitecte municipal Josep M. Miró i Guibernau. L'any 1927 es va fer un projecte de claraboia de pati central, realitzat per l'arquitecte Josep M. Jordan.